# Święty Walaryk
Święty Walaryk, również Waleryk, łac. Valericus, fr. Valery de Leuconay (ur. ok. 560 w Owernii, zm. 1 kwietnia 619 lub 12 grudnia 622 w Leuconay) – pustelnik, kapłan i święty Kościoła katolickiego.
Żył w VII wieku. Prowadził swoją działalność w Amiens popularyzując życie pustelnicze. Swój erem założył w ówczesnym Leuconay (łac. Lauconaus) w Pikardii. Według hagiografii z XI wieku miał założyć klasztor w Saint-Valery-sur-Somme, gdzie został jego pierwszym opatem.
W Normandii uważany za patrona rybaków.
Jego wspomnienie liturgiczne w Kościele katolickim za Martyrologium Rzymskim obchodzone jest 1 kwietnia, natomiast w Amiens 12 grudnia.